# Joseph Campanella
Joseph Anthony Campanella (ur. 21 listopada 1924 w Nowym Jorku, zm. 16 maja 2018 w Los Angeles) – amerykański aktor telewizyjny, teatralny i filmowy, lektor.

## Życiorys

### Wczesne lata
Urodził się w Nowym Jorku jako syn Mary O. Campanella i muzyka Philipa Campanelli, imigranta z Sycylii, członka Amerykańskiej Federacji Muzyków. Jego starszy brat Frank Campanella (1919–2006) był aktorem charakterystycznym, zwykle grając umundurowanych policjantów wielkomiejskich. W 1944 roku uczęszczał do Holy Cross College. W latach 1944–1946 służył w marynarce wojennej USA podczas II wojny światowej, gdzie w wieku osiemnastu lat, Campanella był jednym z najmłodszych kapitanów w historii marynarki wojennej. W 1948 ukończył Manhattan College. W latach 1948–49 studiował na Columbia University. Przez dwa lata uczył się aktorstwa pod kierunkiem Steffena Zachariasa i przez cztery lata w Lee Strasberg Theatre and Film Institute.

### Kariera
W 1951 roku pracował w nowojorskim radiu WQXR-FM. Przygodę z telewizją rozpoczął w 1952 roku. Zagrał w wielu filmach i serialach. W operze mydlanej CBS Guiding Light (1958–1961) pojawił się jako Jon Turino. W 1962 roku był nominowany do nagrody Nagroda Tony za rolę Daniel Stein w sztuce A Gift of Time u boku Olivii de Havilland i Henry’ego Fondy na Broadwayu. W 1968 roku za rolę Lou Wickershama w serialu CBS Mannix zdobył nominację do nagrody Emmy. W operze mydlanej ABC Dynastia Colbych (The Colbys, 1985–1986) wystąpił w roli Hutcha Horrigana. W operze mydlanej NBC Dni naszego życia (Days of Our Lives, 1987–1988, 1990–1992) był senatorem Harperem Devereaux. W latach 1996, 1997, 1999, 2000–2004, 2005 pojawiał się w operze mydlanej CBS Moda na sukces jako adwokat rodziny Forresterów, Jonathan Young.
Pracował również jako lektor. Jego charakterystyczny głos często można było usłyszeć w różnych programach dokumentalnych. Był narratorem wielu filmów National Geographic i była gospodarzem programu dokumentalnego This is Your Life (1983).
Otrzymał tytuł honorowy szeryfa Toluca Lake w Kalifornii. Został też odznaczony Orderem Zasługi Republiki Włoskiej.
30 maja 1964 poślubił piosenkarkę i tancerkę Kathryn Jill Bartholomew, z którą miał siedmiu synów. Dwóch z nich, Rob i Dominic, gra w zespole The Quarter After.

## Filmografia

### Filmy
- 1964: Death at the Stock Car Races jako kierowca
- 1964: The Young Lovers jako profesor Reese
- 1967: Masakra w dniu świętego Walentego jako Albert Wienshank
- 1969: Any Second Now jako dr Raul Valdez
- 1971: And Then They Forgot God
- 1972: Niemy wyścig jako kapitan Berkshire (głos)
- 1972: Ben jako Cliff Kirtland
- 1973: You'll Never See Me Again jako porucznik John Stillman
- 1973: Drive Hard, Drive Fast jako Eric Bradley
- 1973: The President’s Plane Is Missing jako Doug Henderso
- 1974: Skyway to Death jako Bob Parsons
- 1974: Unwed Father jako Scott Simmons
- 1974: Child Under a Leaf jako Gerald
- 1974: Hit Lady jako Jeffrey Baine
- 1974: Terror on the 40th Floor jako Howard Foster
- 1975: Sky Heist jako Monty Ballard
- 1975: Journey from Darkness jako dr Schroeder
- 1978: Ring of Passion jako Paul Gallico
- 1979: Meteor jako generał Easton
- 1980: Wyzwanie jako Karenski
- 1980: The Plutonium Incident jako Harry Skirvan
- 1980: Hangar 18 jako Frank Lafferty
- 1981: Earthbound jako Conrad
- 1982: My Body, My Child jako Joe Cabrezi
- 1987: Tales from the Hollywood Hills: Pat Hobby Teamed with Genius jako Jack Berners
- 1987: Steele Justice jako Harry
- 1988: Gra o życie jako Schekel
- 1990: Więzienie bossów jako Vince Hooligan
- 1990: A Show of Force jako Walker Ryan
- 1990: W kanale jako Don Santiago
- 1990: Chemia ciała jako dr Pritchard
- 1990: Bez odwrotu 3: Bracia krwi jako John Alexander
- 1991: Last Call jako Morris Thayer
- 1991: Pamiętna noc
- 1992: Polowanie na mordercę jako szef Mleczko
- 1992: Cafe Romeo jako Nino
- 1992: Intencje jako sędzia May
- 1992: Space Case jako Maxwell
- 1992: Dead Girls Don’t Tango jako Rheinhardt
- 1993: The Force Within jako szef policji
- 1993: Niesamowite dzieciaki jako Tony
- 1994: Wołanie o pomoc jako Barton
- 1994: The Rockford Files: I Still Love L.A. jako Mickey Ryder
- 1995: Więzień hologramu jako dr Stern
- 1996: Szklana klatka jako LeBeque
- 1997: James Dean: Wyścig z przeznaczeniem jako Winton Dean
- 1997: Dust jako Grites
- 1999: Grizzly Adams. Legenda o Mrocznej Górze jako profesor Hunnicut
- 2002: Żar jako Ben Goodstein
- 2007: Christmas at Cadillac Jack's jako Joe Jenkins
- 2007: The Dukes jako Giovanni Zorro
- 2008: Cudowny sen jako Donald Meeks
- 2009: Lost Dream jako Emil

### Seriale
- 1952: Suspense
- 1956–1957: Kraft Television Theatre
- 1957: The United States Steel Hour jako Jacques
- 1958: Pułapka jako sierżant
- 1959: New York Confidential jako Ernie
- 1959: Armstrong Circle Theatre
- 1959–1960: Guiding Light jako Joe Turino
- 1960: Startime
- 1960: Murder, Inc. jako Panto
- 1961: Naked City jako Dutton
- 1962: Naked City jako dr Rutland
- 1962: Alcoa Premiere jako Marc Malatesta
- 1962: Nietykalni jako Vince Dastille
- 1962: Route 66 jako Perry Hall
- 1962: The Nurses jako dr Adam Nemets
- 1963: Route 66 jako Whit Spencer
- 1963: East Side/West Side jako Chuck Severson
- 1963: Bob Hope Presents the Chrysler Theatre jako Frank Mancini
- 1963: Combat! jako D’Amato
- 1963: Wirgińczyk jako Pedro Lopez
- 1964: Espionage jako Ben Ashman
- 1964: The Eleventh Hour jako Pete Ceballos
- 1964: The Lieutenant jako Clark
- 1964: Combat! jako porucznik Douglas
- 1964: Ścigany jako porucznik Spencer
- 1964: Wirgińczyk jako Corbett
- 1965: For the People jako dr Ted Steffen
- 1965: The Nurses jako Steffen
- 1965: Ścigany jako Jesse Stransel
- 1966: Shane jako Barney Lucas
- 1966: 12 O’Clock High jako ojciec Roman
- 1966: The Road West jako Tom Burrus
- 1966: The Big Valley jako Francisco De Navarre
- 1966: The F.B.I. jako Fritz Moline
- 1967: Run for Your Life jako Ward Cooper
- 1967: The Big Valley jako Spider Martinson
- 1967: The Wild Wild West jako Talamantes
- 1967: The Invaders jako ojciec Joe Corelli
- 1967: Captain Nice jako Kincade
- 1967: Ścigany jako Ralph Lee
- 1967: Ścigany jako Harry Banner
- 1967:  Mission: Impossible jako dr Helmut Cherlotov
- 1967: Insight jako Roger
- 1967: Insight jako dostawca
- 1967–1968: Mannix jako Lew Wickersham
- 1968:  Mission: Impossible jako Miklos Cherno
- 1968: Wirgińczyk jako Walker
- 1968: Insight jako Irwin
- 1968: The Name of the Game jako Charles Thorndyke
- 1968: The F.B.I. jako John Anthony Harris
- 1968: Gunsmoke jako Amos McKee
- 1969: The Doris Day Show jako Roger Flanders
- 1969: Insight jako Mike
- 1969: Lancer jako Douglas Blessing
- 1969: Ironside jako Raymond Otis Baker/Robert Braithwaite
- 1969–1972: The Bold Ones: The Lawyers jako Brian Darrell
- 1970: Paris 7000
- 1970: Bracken’s World jako Sampson Wilkes
- 1970: The Bold Ones: The Senator jako Jordan Boyle
- 1970: The Name of the Game jako Ben Fisher
- 1970: Marcus Welby, lekarz medycyny jako Leo Maslow
- 1970: Ironside jako Harry Peters
- 1971: Alias Smith and Jones jako Jake Carlson
- 1971: Murder Once Removed jako porucznik Phil Proctor
- 1971: Marcus Welby, lekarz medycyny jako Ignacio Ladera
- 1971: Owen Marshall, Counselor at Law jako dr Eric Gibson
- 1971: Marcus Welby, lekarz medycyny jako Howard Garsen
- 1972: The Sixth Sense jako Paul Crowley
- 1972: Owen Marshall, Counselor at Law jako Alan Hamilton
- 1972: The F.B.I. jako Ken Meade
- 1972: Mannix jako dr Graham Aspinall
- 1972: Gunsmoke jako Jack Norcross
- 1973: Mary Tyler Moore jako Tom Vernon
- 1973: Assignment Vienna jako Frank Cort
- 1973: The Rookies jako Joseph Mannley
- 1973: Ironside jako Curtis Whitney
- 1973: Medical Center jako Duncan
- 1974: Tenafly jako dr Poston
- 1974: The Magician jako Frank Mitchell
- 1974: Police Story jako Vitale
- 1974: Petrocelli jako Arthur Holbrook
- 1974: McCloud jako Victor Rhigas
- 1975: Ironside jako Judge John Fredericks
- 1975: Medical Center jako Colson
- 1975: Khan!
- 1975: Matt Helm jako Corbett
- 1975: Barbary Coast jako Austin Benedict
- 1976: The Rockford Files jako Arnold Bailey
- 1976: Sierżant Anderson jako Joseph Carbeau
- 1976: One Day at a Time jako Ed Cooper
- 1977: One Day at a Time jako Ed Cooper
- 1977: Give Me Your Weak jako Jules Draper
- 1978: One Day at a Time jako Ed Cooper
- 1978: Fantasy Island jako Brian Faber
- 1978: What Really Happened to the Class of '65? jako Racklin
- 1978: Vega$ jako Stewy Wilson
- 1978: Greatest Heroes of the Bible jako Faraon
- 1980: Vega$ jako Bruno Moretti
- 1980: Give Me Your Weak jako Charlie Barnes
- 1981: The Brady Brides jako Rankin
- 1981: Jessica Novak
- 1981: Trapper John, M.D. jako dr Julian King
- 1981: Give Me Your Weak jako porucznik Alex Markesian
- 1982: The Comic Book Kids jako Burl Bonnix
- 1982: One Day at a Time jako Ed Cooper
- 1982: Give Me Your Weak jako dr Styer
- 1983: Matt Houston jako Nick Harrigan
- 1983: This Is Your Life jako prowadzący
- 1984: Airwolf jako gen. Elliot Sandhower
- 1985: Hotel jako Russ Turnbull
- 1985: Napisała: Morderstwo jako George Knapp
- 1985–1986: Dynastia Colbych jako Hutch Corrigan
- 1986: Statek miłości jako Nabil El Masri
- 1986: Crazy Like a Fox jako Bart Simian
- 1987: Napisała: Morderstwo jako George McDaniels
- 1987: Złotka jako Al Mullins
- 1987–1988: Dni naszego życia jako Harper Deveraux
- 1987–1988: Mama’s Family jako pan Hanson
- 1988: Dallas jako Joseph Lombardi
- 1988: Piękna i Bestia jako dr Peter Alcott
- 1989: 21 Jump Street jako Hunt Samperton
- 1989: Superboy jako The Phantom
- 1989: Dallas jako Joseph Lombardi
- 1989: Piękna i Bestia jako dr Peter Alcott
- 1989: Knots Landing jako prawnik
- 1990: Paradise, znaczy raj
- 1990: Over My Dead Body jako Leon Geary
- 1990: Knots Landing jako prawnik
- 1990–1992: Dni naszego życia jako Harper Deveraux
- 1991: Knots Landing jako sędzia Percal
- 1991: Hasło: kocham cię jako Dellacourt
- 1992: Dark Justice jako Carter Pruitt
- 1993: Słoneczny patrol jako Al Buchannon
- 1993: Nowe przygody Supermana jako George Thompson
- 1994: Renegat jako Henry
- 1996: Strażnik Teksasu jako Victor DeMarco
- 1996: Pacific Blue jako Joseph Tataglia
- 1996: Moda na sukces jako Jonathan Young
- 1997: Pacific Blue jako Joseph Tataglia
- 1997: Moda na sukces jako Jonathan Young
- 1997: Dotyk anioła jako Clive Hathaway
- 1997: L.A. Heat jako John Guidell
- 1998–1999: Kancelaria adwokacka jako sędzia Joseph Camp
- 1999: Zdarzyło się jutro jako MacGruder
- 1999: Melrose Place jako Barry Denott
- 1999: G vs E jako dr Townsend
- 1999: Moda na sukces jako Jonathan Young
- 2000–2001: Żarty na bok jako Joe
- 2000–2004: Moda na sukces jako Jonathan Young
- 2001: Star Trek: Voyager jako federacyjny arbiter
- 2001: Kancelaria adwokacka jako sędzia Joseph Camp
- 2002: Babski oddział jako sędzia Miles King
- 2003: Obrońca jako Ralph Longo
- 2004: Dowody zbrodni jako Nelson
- 2005: Moda na sukces jako Jonathan Young
- 2008: CSI: Kryminalne zagadki Las Vegas jako Grissley Geezer